# Ljig
Ljig (em cirílico: Љиг) é uma vila da Sérvia localizada no município de Ljig, pertencente ao distrito de Kolubara, na região de Šumadija Kačer. A sua população era de 3219 habitantes segundo o censo de 2011.

## Demografia
| 1948 | 1953  | 1961  | 1971  | 1981  | 1991  | 2002  | 2011  |
| ---- | ----- | ----- | ----- | ----- | ----- | ----- | ----- |
| 964  | 1 194 | 1 416 | 1 954 | 2 632 | 2 754 | 2 979 | 3 219 |